# Barbara Bray
Barbara Bray (de soltera Jacobs; Londres, 24 de noviembre de 1924 – 25 de febrero de 2010) fue una crítica literaria y traductora británica.

## Familia
Bray nació en Maida Vale, Londres, de padres de clase media de orígenes belgas y judíos. Tenía una hermana gemela, Olive Classe, también traductora. Asistió a Girton College, en Cambridge, donde cursó estudios ingleses, con especialidades en francés e italiano y de donde se graduó con excelentes notas . Se casó con John Bray, un piloto australiano de la Real Fuerza Aérea británica, tras graduarse en Cambridge, y con quien tuvo dos hijas, Francesca y Julia. En 1958, el marido de Bray murió en un accidente en Chipre.

## Carrera
Bray se convirtió en editora en 1953 para la BBC Third, encargando y traduciendo la escritura de vanguardia europea del siglo XX para la cadena. Harold Pinter escribió algunos de sus primeros trabajos por insistencia de Bray.
Desde aproximadamente 1961, Bray vivió en París y estableció allí una carrera como traductora y crítica. Tradujo la correspondencia de George Sand, y el trabajo de los principales escritores contemporáneos de habla francesa, entre otros, Marguerite Duras, Amin Maalouf, Julia Kristeva, Michel Quint, Jean Anouilh, Michel Tournier, Jean Genet, Alain Bosquet, Réjean Ducharme y Philippe Sollers. Recibió el PEN Translation Prize en 1986.
Bray colaboró con el director de cine Joseph Losey en el guion de Galileo (1975), una adaptación de la obra de Bertolt Brecht. También colaboraron en el guion de una película biográfica sobre Ibn Sa'ud, el fundador de Arabia Saudita y junto a Harold Pinter, escribió una adaptación de En busca del tiempo perdido de Proust.
Bray también trabajó mucho con Samuel Beckett, desarrollando una relación profesional y personal que continuó por el resto de su vida. Según James Knowlson, «Da la impresión de que Beckett se sintió de inmediato atraído por ella, y al revés. Su encuentro fue muy significativo para ambos, ya que constituyó el inicio de una relación en paralelo con la de Suzanne, que duraría ya toda la vida.» Muy pronto, esta relación llegó a ser «muy íntima y personal». Bray fue una de las pocas personas con las que el dramaturgo habló sobre su trabajo. 
A finales de 2003, Bray sufrió un derrame cerebral que la confinó a una silla de ruedas. A finales de 2009, se mudó a un hogar de ancianos en Edimburgo cerca de la residencia de Francesca, una de sus hijas. A pesar de las dificultades, trabajó hasta poco antes de su muerte en la biografía de Samuel Beckett, Let Mortals Rejoice, que no llegó a verla completada, pues falleció el 25 de febrero de 2010.
Sus reflexiones sobre Samuel Beckett, como escritora y como persona, se convirtieron en parte de una serie de conversaciones con su amigo polaco Marek Kedzierski, grabadas entre 2004 y 2009. Extractos extensos de estas conversaciones fueron publicadas en alemán en el trimestral de Berlín Lettre internacional (Es guerra wie ein Blitz, vol. 87, Invierno 2009) y en francés por la revista Europa  (C´était comme un éclair, un éclair aveuglant, núm. 974/975 Juin-Juillet 2010), así como en polaco, eslovaco y sueco. El original inglés de estos extractos contiene todos los restos inéditos, pero otros fragmentos han aparecido en Modernism/modernity (Barbara Bray: In Her Own Words, Volumen 18, Número 4, noviembre de 2011).